# هتیویل (آرکانزاس)
هتیویل (به انگلیسی: Hattieville) یک منطقهٔ مسکونی در ایالات متحده آمریکا است که در شهرستان کانوی، آرکانزاس واقع شده‌است. هتیویل ۱۰۲٫۱۱ متر بالاتر از سطح دریا واقع شده‌است.